# Синдром радијалног тунела
Синдром радијалног тунела је поремећај који настаје као резултат компресије гране радијалног живца у пределу подлактице,  задње стране шаке или у лакту.
Синдром радијалног тунела узрокује постеролатерални бол у лакту, који је сличан тениском лакту и понекад се јавља у вези са тим стањем. Пацијенти се обично жале на слабост и лабавост зглоба и трећег прста. Бол се често репродукује након отпорне супинације подлактице, а бол у радијалном тунелу при отпорној хиперекстензији ручног зглоба.

## Релевантна анатомија
Радијални тунел је анатомски назива за уско подручје дужине 5 cm, која почиње од радиокапителарног зглоба (латералног дела лакта) и завршава се на проксималној ивици супинатора. Кроз њега радијални нерв пролази око лакта и потом се спушта преко подлактице до шаке. Тунел се састоји од околних мишића, тетива и лигамената. 
Узроци компресије радијалног нерва у лакту укључују повреде, ганглије, липоме (неканцерозни масни тумори), туморе костију и упалу околне бурзе (мале врећице испуњене течношћу које могу лежати испод тетива) или мишића.

## Епидемиологија
Годишња стопа инциденције компресије задњег интеркостног нерва процењује се на 0,03%, док је стопа компресије површинског радијалног нерва  0,003%. Поређења ради, најчешћа неуропатија, синдром карпалног тунела, има годишњу инциденцу између 0,1% и 0,35% у општој популацији.

## Етиопатогенеза
Синдром радијалног тунела је неуобичајена компресиона неуропатија радијалног нерва  у нивоу овог тунела. Ова неуропатија  обично настаје након понављајућих покрета подлактице, посебно током супинације и пронације, и повезана је са одређеним занимањима или спортским активностима. 
Механизам компресионе радијалне неуропатије је такав да може изазвати фокалну демијелинизацију и дегенерацију аксона, било да је она узроковани лацерацијом или компресијом дотичног нерва. 
Постоји много начина за појаву неуропатије радијалног нерва, укључујући: 
- Надлактицу - прелом кости
- Лакат - укљештење нерва
- Деформацију зглоба - лакта и мекоткивне масе
- Пазух - овде је најчешћи узрок компресија.

Међутим, могући фактор је и дислокација надлакатне кости или компресије брахијалног плексуса.

## Клиничка слика
Клиничком сликом доминира бол у центру радијалног тунела, када пацијент покуша да исправи зглоб и прсте, док је слабост мишића, ако је присутна, клинички безначајна. Ређе, се јавља бол у виду пробадања који се може осетити у дорзалном делу зглоба или шаке. 
Слабост екстензора и супинатора се обично не примећују, јер су најчешће захваћене кожне гране радијалног живца.
Нема укочености јер радијални нерв има више влакана која контролишу кретање, а мање он их који конрролишу осећај.   
У тежим случајевима, мишићи који исправљају палац и прсте постају слаби.  

## Дијагноза
Дијагноза се заснива само на симптомима и знацима јер се очекује да ће објективно тестирање бити нормално.  Овај синдром се може клинички испитати савијањем дугог прста пацијента док пацијент испружује зглоб и прсте. Бол је позитиван налаз.
Главни знак је обично бол у дорзалном делу горње села подлактице, а свака описана слабост је секундарна у односу на бол. Осетљивост на палпацију јавља се у пределу врата радијалне кости. 
Такође, болест се може дијагностиковати позитивним "тестом средњег прста", током кога отпорна екстензија средњег прста производи бол,  и ублажавање симптома након блокаде радијалног тунела. 
Електродијагностичко тестирање тренутно има ограничену употребу у дијагностици .
Радиографску процену лакта треба урадити како би се искључиле друге дијагнозе.

## Диференцијална дијагноза
Синдром компресије задњег интероссеус нерва сличан је синдрому радијалног тунела. Ова неуропатија утиче на задњи интероссеус нерв, који инервира супинатор и екстензоре зглоба и шаке. Стога се чешће манифестује моторичким дефицитима.

## Терапија
Синдром радијалног тунела се може лечити:  
- модификацијом активности,
- конзервативним мерама,
- хируршки.

Већина пацијената, међутим, на крају захтева операцију, у којој се обавља рутинско ослобађање свих потенцијалних структура које врше компресију на нерв у радијачном тунелу.